# Corredora-azul
A corredora-azul (Coluber constrictor) é uma serpente que quando adulta pode chegar até 150 cm de comprimento, o corpo é delgado com dorso brilhante, azul, azul-esverdeado, ou negro. Ventre branco amarelado para cinzento. Garganta distintamente clara (de amarelo para branco). Tanto filhote quanto o juvenil chega a 80 cm, azul-cinzento com listras castanhas sobre o dorso que tornar-se menos distinto em direção à cauda, a face e o ventre escuros.
Diversos habitats como moradia, incluindo florestas, áreas abertas, e bordas de florestas perto de campos abertos.
Alerta e ágil, reage a perturbação se afastando rapidamente. Se ameaçada, vibra a cauda e bate repetidamente. Predam uma variedade de animais, incluindo artrópodes, lagartas, anfíbios, répteis, aves, e pequeno mamíferos. É encontrada nos Estados Unidos.